# サン・イシドロ・クルブ
サン・イシドロ・クルブ（西: San Isidro Club、略称: SIC）は、アルゼンチンのブエノスアイレス州サン・イシドロを拠点とするスポーツクラブ。ラグビーチームが特に有名である。トルネオ・デ・ラ・URBAに所属。

## 概要
アルゼンチンで最も成功しているラグビークラブの1つ。一般的には、頭文字からSIC（原語での発音は「シック」）と呼ばれる。
同じサン・イシドロ地区のCAサン・イシドロ（CASI）を伝統的にライバルとしており、両者の対戦はラグビーにおけるアルゼンチンのスーペルクラシコ（súperclasico）と位置づけられている。
ブエノスアイレスリーグであるトルネオ・デ・ラ・URBAの優勝回数は歴代2位の27回である。これはCAサン・イシドロの33回に次ぐものであるが、CAサン・イシドロの優勝のうち15回はサン・イシドロ・クルブ創設前のものである。
南米クラブ王者を決めるスダメリカーノ・デ・クルベスの優勝回数は3回で、歴代1位。

## 歴史
1935年12月14日クラブ創設。当時、アルゼンチンの強豪ラグビークラブであったCAサン・イシドロ（CASI）の会長の運営方針に不満を抱いた一部の有力選手やクラブ関係者が離反する形で、サン・イシドロ・クルブ（SIC）が結成された。クラブカラーは、CAサン・イシドロと同じ色である白・黒・水色が採用された。
1936年には早くも国内最高峰リーグであるトルネオ・デ・ラ・URBAの1部リーグに参戦し、1939年には初優勝を飾った。1946年には10位（最下位）となり降格を味わったが、1947年に2部リーグで優勝して1シーズンで1部リーグに復帰すると、翌1948年は1部リーグでも優勝を果たした。
その後しばらくタイトルからは遠ざかるが、1970年に22年ぶりにトルネオ・デ・ラ・URBAを制して以降は国内屈指の強豪クラブに成長し、1970年代から80年代にかけての20年間で、二度の4連覇を含む13回のリーグ優勝を達成した。また1980年代には、南米クラブ王者を決める大会であるスダメリカーノ・デ・クルベスで3回の優勝を記録している。
1990年代に入ると、1993年に創設された国内クラブ王者を決めるナシオナル・デ・クルベスで第1回大会から2連覇を達成した。以降も、現在に至るまで安定した成績を残している。

## ライバル
サン・イシドロ・クルブ（SIC）の最大のライバルは、同じブエノスアイレス州サン・イシドロ地区を本拠地としているCAサン・イシドロ（CASI）である。サン・イシドロ・クルブは、1935年に新しく就任したCAサン・イシドロの会長に不満を抱く一部の有力選手・クラブ関係者の離反により結成された。そのような歴史的背景もあり、両者の対戦はスーペルクラシコ（súperclasico）と呼ばれ、サン・イシドロの街を二分する。
両チームの最初の対戦は1937年5月9日に行われ、サン・イシドロ・クルブが3-0で勝利した。約120年におよぶトルネオ・デ・ラ・URBAの歴史において、サン・イシドロ・クルブとCAサン・イシドロの2チームで約60回のリーグ優勝を記録している。特に1970年代から80年代にかけては、ほぼ全てのシーズンにおいてどちらかのチームが優勝を遂げた。対戦成績は2019年4月時点で、サン・イシドロ・クルブの52勝、CAサン・イシドロの67勝、引き分けが10試合となっている。

## タイトル

### 国内タイトル
- ナシオナル・デ・クルベス
  - 優勝 5回（1993, 1994, 2006, 2008, 2023）
- トルネオ・デ・ラ・URBA
  - 優勝 27回（1939, 1941, 1948, 1970, 1971, 1972, 1973, 1977, 1978, 1979, 1980, 1983, 1984, 1986, 1987, 1988, 1993, 1994, 1997, 1999, 2002, 2003, 2004, 2010, 2011, 2019, 2023）

### 国際タイトル
- スダメリカーノ・デ・クルベス[注 2]
  - 優勝 3回（1985, 1988, 1989）

## 歴代所属選手
- アレホ・コラル(Alejo Corral)
- フアン・マヌエル・レギサモン(Juan Manuel Leguizamón)
- トマス・レオナルディ(Tomás Leonardi)
- ハビエル・オルテガ・デシオ(Javier Ortega Desio)
- ギド・ペティ(Guido Petti)